# アックスシュテット
アックスシュテット (ドイツ語: Axstedt, 低地ドイツ語: Ax) は、ドイツ連邦共和国ニーダーザクセン州オスターホルツ郡のザムトゲマインデ・ハムベルゲンに属す町村で、同郡最北部に位置する。アックスシュテットは、面積約 11 km2 のザムトゲマインデ・ハムベルゲン内で最も狭い町である。

## 地理

### 位置
アックスシュテットは、ブレーメンの北約 35 km、ブレーマーハーフェンの南約 30 km の北ドイツ低地に位置している。地形は、氷期のエンドモレーン域にあたるヴェザーミュンダー・ゲースト（砂地の土地）によって形成されている。町内を、ルネ川の支流である小川のビラーベック川が流れている。

### 自治体の構成
- アックスシュテット（首邑）
- ヴォールトヘーフェン

### 隣接する市町村
アックスシュテットは、南はリュッバーシュテット、東はホルステと境を接している。2つの町はともにザムトゲマインデ・ハムベルゲンに属している。北はクックスハーフェン郡のベーヴァーシュテットに属すボーケル地区である。西には同じくクックスハーフェン郡のハーゲン・イム・ブレーミシェンが位置する。

## 歴史

### 先史時代、古代

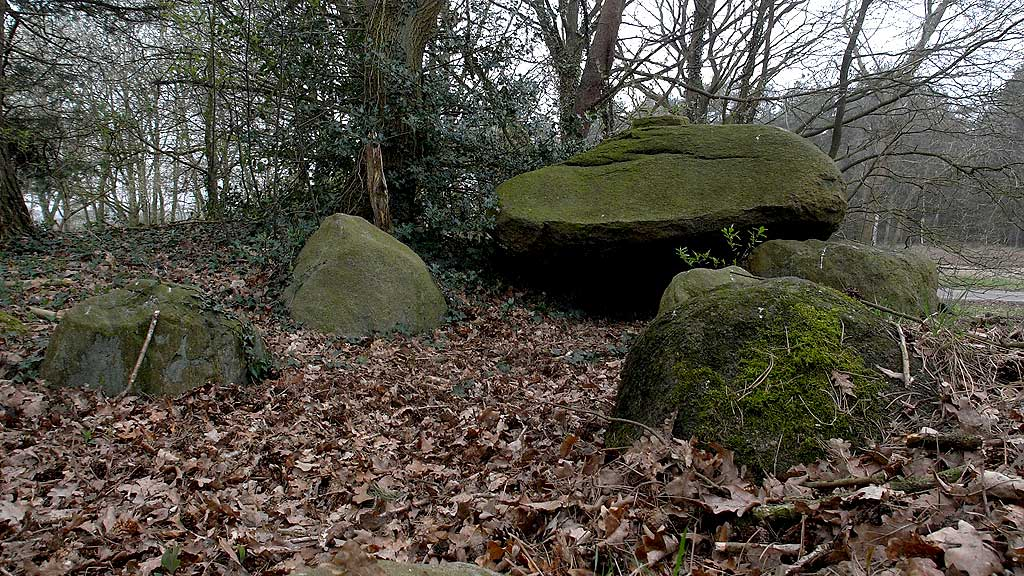
アックスシュテットの巨石墓

アックスシュテット巨石遺跡は集落の北西に位置する。町の歴史は、地名に関する2つの解釈の余地を与えている。1つは、この町がその重要人物にちなんで Ake と呼ばれていたというものである。この人物は現在のシュミーデ近くのビラーベック川沿いに住んでいた。この集落は初め Akes Stätte と呼ばれており、これから Axstedt という地名に発展したとされる。もう1つの説は、古高ドイツ語からの推測による。古高ドイツ語で a, aha, ak は水を意味する。この解釈によればアックスシュテットは「水沿いの場所」を意味している。史料には様々なスペルで地名が記されている。1105年の最初記録には Achenstedi、1110年には Achensted、1418年以後には Axstede という表記がなされている。

### 16世紀から18世紀
16世紀にはアックシュテットに8つの農場があった。1718年には24戸、1791年には37戸が記録されている。アックシュテット町域は昔から森が豊かであった。ここでしばしばオオカミが見られたことは不思議なことではない。アックスシュテットでの最後のオオカミ狩りは1675年に行われた。

### 19世紀から20世紀
1862年にブレーメンとゲーステミュンデ（現在はブレーマーハーフェンの市区）とをつなぐ鉄道が建設され、町は土地売却によって多額の資金を得た。そしてアックスシュテットは「世界」とつながった。しかし他所者に対する不安から墓地の近くに駅を建設することは拒絶され、駅は村外れに造られた。

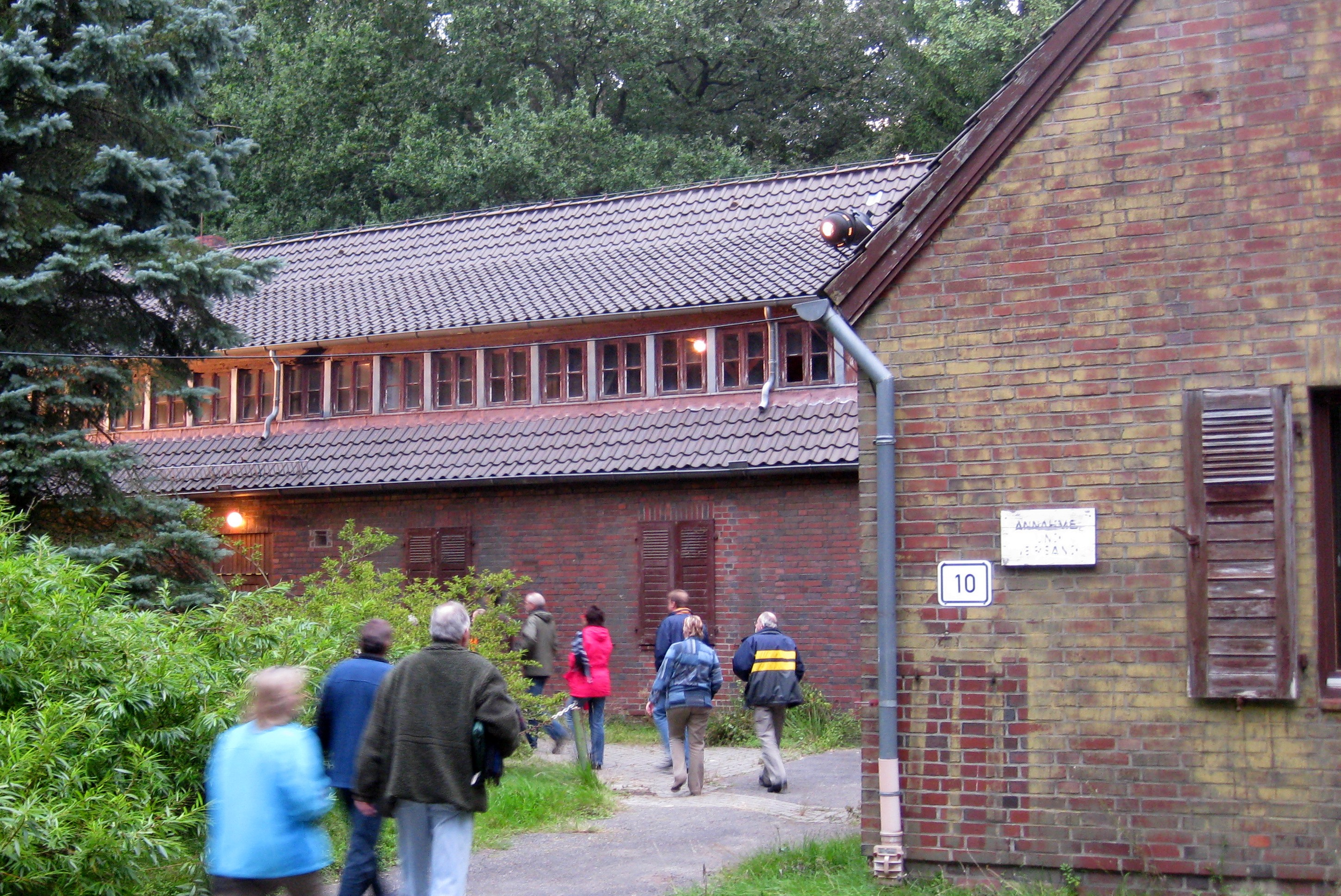
リュッバーシュテット弾薬基地

第二次世界大戦直前に弾薬基地が建設されたことによってこの町は、国家社会主義の不名誉な歴史を広く知られることとなった。1939年秋から1940年半ばまで、国家労働奉仕団と国防軍の7つの兵舎がアックシュテットと隣町のリュッバーシュテットに存在していた。弾薬倉庫 (MUNA) としての利用は1941年8月からであった。弾薬保管のための60棟の掩蔽壕が建設された。製造されていたのは機雷と高射砲弾であった。監視は、任務を義務づけられたドイツ人女性や信奉者たちに委ねられていた。労働は基本的に約1,600人の強制労働者が行わなければならなかった。それは、東欧からの出稼ぎ労働者、戦争捕虜、ハンガリーから移送された500人のユダヤ人女性であった。彼女たちは1944年8月21日にアウシュヴィッツ強制収容所から移送され、ノイエンガンメ強制収容所の分所となったリュッバーシュテット＝ビローエの収容施設に収容された。この収容施設は1945年4月20日に撤収された。収容されていた女性たちは列車で運び出されたが、その列車には弾薬を積んだ車輌も多く接続されていた。1945年5月3日、オイティーンとプレーンの近くでこの列車はイギリス軍の飛行機による爆撃を受けた。一部の女性はこのチャンスに逃亡した。500人の女性のうち戦争を生き延びたのは約380人だけであった。MUNAの製造工場と掩蔽壕は終戦時に国防軍によって爆破された。
戦後、元々民間の土地であった広大な地所にドイツ連邦軍は、1956年に総面積 520 ha の弾薬庫を建設し、アックスシュテットに連邦軍部隊を駐屯させた。人口は急激に増大した。両施設における職場は大きく減少していったものの、それでも "MUNA" はアックスシュテットとその周辺地域にとって経済的にかなり重要な意味を常に持っていた。軍の縮小に伴い、駐屯する兵士の数は減少して行き、2009年にこの弾薬庫は完全に閉鎖された。

### 町村合併
1929年8月1日にヴォールトヘーフェンがアックスシュテットに合併した。
ニーダーザクセン州の地域再編に伴い、アックスシュテットは1974年3月1日に、ハムベルゲン、ホルステ、リュッバーシュテットおよびフォラーゾーデとともにザムトゲマインデ・ハムベルゲンを形成した。それ以前アックスシュテットはヴェーザーミュンデ郡に属しており、オスターホルツ郡と郡境を接する町であった。

## 住民

### 宗教
アックスシュテットは、福音主義聖ヤコービ教会ブラムシュテットおよびオスターホルツ＝シャルムベックのカトリック聖家族教会に属している。

## 行政

### 議会
アックスシュテットの町議会は 10人の議員で構成される。これは人口 1,001人から2,000人のザムトゲマインデ構成自治体の議員定数である。町議会議員は5年ごとの選挙で選出される。
町議会では上記の議員の他に町長も投票権を有している。

### 首長
2011年からウード・メスター (SPD) が町長を務めている。
2000年以後の歴代町長を以下に列記する。
- 2000年 - 2004年: エーリヒ・ヴァルター (AWG)
- 2004年 - 2011年: ユルゲン・ラウ (CDU)
- 2011年 - : ウード・メスター (SPD)[8][9]

### 紋章
アックスシュテットの紋章は、紋章研究家で紋章画家のグスタフ・フェルカーがデザインした。彼はクックスハーフェン郡で25の紋章をデザインしている。
図柄: 緑地。銀の波帯の上に、2本の銀の鹿の角に挟まれて金色のオークの葉が1枚描かれている。
解説: 銀の波帯は、1105年に小川ビラーベック川のほとりの集落が Achenstedi として初めて文献に記録されたことを示している。鹿の角の間のオークの葉は、中世の昔からすでにアックスシュテットの森が邦有林のさきがけとしてあったことを意味している。

## 文化と見所

### 建築
- 1706年にヤーコプ・ベチェマンによって建設されたヘンリエッテホーフ。
- 1907年に建設されたヒュンケン邸。
- 1913年に建設されたバーンホーフ通りの駅長の家。
- 1928年に建設された学校、後の役所。2016年に解体された。

## 経済と社会資本

### 教育
アックスシュテットのビラーベック基礎課程学校では第1学年から第4学年の児童が学んでいる。
アックスシュテット幼稚園は基礎課程学校や体育館のすぐ隣にあり、アックシュテット、ホルステ、リュッバーシュテットの子供達が入園できる。

### 交通
アックスシュテットのヴォールトヘーフェン地区にあるリュッバーシュテット駅を介してブレーメン - ブレーマーハーフェン（- クックスハーフェン）線に接続している。アウトバーン A27号線（ヴァルスローデ - クックスハーフェン）は 17 km の距離にあり、州道 L134号線を使ってアクセスできる。郡庁所在地オスターホルツ＝シャルムベックや上級中心都市ブレーメンとを結ぶ主要交通路が、11 km 離れた連邦道 B74号ブレーメン - シュターデ線である。

## 関連図書
- Henrietta Schirmer. Chronik des Henriettenhofs（Dr. Shirmer家の所有する手稿集）
- Franz Buchenau (1899). Die Ulmen im Bremer Walde bei Axstedt. Bremen: Gustav Winter Verlag. pp. 157–162
- Margarete Meyer (1959). Die Strukturveränderungen des Dorfes Axstedt und ihre Auswirkungen auf die Schule. Oldenburg
- Anna-Luise Berghorn; Detlev Pape (1993). Goden Dag ok! Axstedt vor 1930. Osterholz-Scharmbeck: Druck und Medien H. Saade GmbH
- Fritz Hörmann; Ude Meyer; Christian Morisse; Eberhard Nehring; Irmgard Seghorn; Egon Stuve; Else Syassen (1995). Kulturstiftung der Kreissparkasse Wesermünde. ed. Flurnamensammlung Wesermünde – Die Flurnamen des Grundsteuerkatasters von 1876. Neue Reihe der Sonderveröffentlichungen der Männer vom Morgenstern, Heimatbund an Elb- und Wesermündung e. V.. 27. Bremerhaven: Männer vom Morgenstern Verlag. ISBN 978-3-931771-27-0
- Detlev Pape (1996). “Von Prügelbau und Pfingstfüchsen: Spaß und Neckereien zur Frühjahrszeit in Axstedt”. Heimat-Rundblick (Lilienthal: Druckerpresse-Verlag) 8 (1):  6.
- Gerhard Sennlaub; Anna-Luise Berghorn (2002). Bauerndorf Axstedt. Osterholz-Scharmbeck: Druck und Medien H. Saade GmbH
- Gerhard Sennlaub: Axstedt und sein Henriettenhof (2016) (2 ed.)（自費出版）